# Galerie Hübner + Hübner
Die Galerie Hübner & Hübner ist eine 1998 gegründete Galerie für internationale zeitgenössische Kunst in Frankfurt am Main. Die Galerie im Stadtteil Westend eröffnete im ersten Stock mit Ausstellungen, ab 2003 wurde die Galerie in das Erdgeschoss erweitert. Seit dieser Zeit finden zwei getrennte Ausstellungen im Erdgeschoss und im ersten Stock statt.

## Geschichte
Die Galerie wurde 1998 von Astrid und Ernst Hübner gegründet. Vorab wurden in den Räumen kuratierte Ausstellungen gezeigt. Unter anderen stellten dort Kasper König oder Jean Christophe Ammann junge Künstler vor. Zwischendurch wurden Ausstellungen von Astrid und Ernst Hübner erarbeitet.
Gemäß der Frankfurter Tradition der Zimmergalerie startete die Galerie in drei Zimmern einer Wohnung im ersten Stock im Grüneburgweg 71.
Zu den Künstlern der Galerie gehören unter anderen L.C. Armstrong, Beza, Franz Baumgartner, Irene Bisang, Thomas Böing, Jula Dech, Ulrich Diekmann, Wolfram Ebersbach, Carole Feuerman, Herbert Hamak, Wolfgang Hambrecht, Christian Herzig, Gunilla Jähnichen, Friederike Jokisch, Ib Jorn, Katja Jüttemann, Patricia Lambertus, James Lloyd, Dieter Mammel, Yun Nam, Nashun Nashunbatu, Thomas Nolden, Kejoo Park, Heidi Riehl, Eberhard Ross, Sebastian Rug, Hiro Sakaguchi, Michael Schäfer, Margund Smolka, Johannes Spehr, Christian Weihrauch.

## Wirken
Nachdem Ernst Hübner in Vollzeit die Galerie leitet, wurde versucht, so bald als möglich an Messen teilnehmen zu können. Die erste Teilnahme war 1998 in Frankfurt an der damaligen art Frankfurt. Es folgten Teilnahmen an Messen in Köln, Karlsruhe, New York, Los Angelas, London, Paris, Madrid, Miami. Nach 15 Jahren wurde die Messeteilnahme etwas reduziert.
Ab 2007 fing die Galerie an, einmal pro Jahr während des Saisonstarts eine thematische Ausstellung zu machen. Von der Galerie wurde ein Thema den Künstlern vorgegeben, zu dem diese dann in der ihnen entsprechenden Technik eine Arbeit erstellten. Es wurden bewusst Themen aus der Kunstgeschichte gewählt, um so zu zeigen, wie auch diese Themen bei jetzigen Künstler aktuell sein können. Das erste Thema war „Atelier“. Dazu wurde ein Katalog erstellt. Die nächsten Themen waren „Landschaft“, „Portrait“, „Figur“, „Stillleben“. 2014 wurde das Thema „Heimat?“ vorgegeben. Zu jeden Thema gab es einen aufwendigen Katalog.
Die Galerie Hübner & Hübner ist Mitglied im Bundesverband deutscher Galerien.